# Unguía
Unguía è un comune della Colombia facente parte del dipartimento di Chocó.
Il centro abitato venne fondato da Higinio de la Rosa nel 1908, mentre l'istituzione del comune è del 30 ottobre 1979 per separazione da quello di Acandí.